# Radio postaja Žepče
Radio postaja Žepče regionalna je radiopostaja sa sjedištem u Žepču. Emitira na hrvatskome jeziku 24 sata dnevno. 
Regulatorna agencija za komunikacije BiH odobrila joj je 2. srpnja 2007. frekvenciju 95,9 MHz. Program emitira od 18. prosinca 2007. Od 22. ožujka 2008. emitira i na Internetu. Signalom pokriva područje Općine Žepče, kao i mjesta Zavidovići i Maglaj, a dopire i do Doboja i Zenice.
Glavni i odgovorni urednik Radiopostaje Žepče je Anto Jukić. Vlasnik Radiopostaje Žepče je poduzeće K-Projekt d.o.o. iz Žepča. Programsku shemu čine aktualne informacije, zanimljivi sadržaji, obilje domaće glazbe i važan dio programa čini i izvorna glazba bosanskih Hrvata, oko pet posto glazbenog programa.

## Vanjske poveznice
- Portal Radio postaje Žepče